# Lilli Lembo
Lilli Lembo, cunoscută și ca Lilly Lembo, (n. 20 octombrie 1937, Canosa di Puglia, Apulia, Italia) este o actriță italiană.